# Catabolito
Catabolito es un término utilizado en biología, bioquímica y fisiología para describir a las sustancias químicas que resultan de los procesos catabólicos del metabolismo. Estas sustancias se generan como productos intermedios o finales durante la degradación de compuestos complejos (como proteínas, lípidos y carbohidratos) en moléculas más simples, con el objetivo de liberar energía química utilizable por las células.

## Definición y contexto
Los catabolitos son el resultado del metabolismo catabólico, una de las dos grandes ramas del metabolismo junto con el anabolismo. Mientras que el anabolismo se encarga de construir macromoléculas y tejidos utilizando energía, el catabolismo descompone biomoléculas para obtener energía en forma de ATP y equivalentes reductores como NADH, NADPH y FADH₂.
Algunos catabolitos son productos útiles para rutas metabólicas posteriores, mientras que otros se consideran residuos y son eliminados del organismo. Por ejemplo, en los mamíferos, el amoníaco generado por el catabolismo de aminoácidos es convertido en urea para su excreción.
Los catabolitos constituyen el contrapunto de los anabolitos, los cuales se generan en procesos biosintéticos que construyen estructuras celulares a partir de moléculas más simples. Ambos tipos de compuestos representan aspectos complementarios del metabolismo: mientras que los catabolitos reflejan la degradación y liberación de energía, los anabolitos participan en la construcción y almacenamiento.

## Funciones
Los catabolitos tienen múltiples funciones fisiológicas y metabólicas:
- Obtención de energía: la degradación de compuestos como la glucosa o los ácidos grasos libera energía para procesos celulares.
- Suministro de precursores para rutas biosintéticas: algunos productos catabólicos pueden ser reciclados en el ciclo de Krebs o la gluconeogénesis.
- Eliminación de compuestos nitrogenados y tóxicos: como en el caso del amoníaco convertido en urea o del ácido úrico.
- Regulación del metabolismo: la acumulación de ciertos catabolitos actúa como señal de retroalimentación negativa o positiva para enzimas clave.

## Ejemplos
Los siguientes son ejemplos representativos de catabolitos:
- Piruvato: producto final de la glucólisis que puede convertirse en acetil-CoA o lactato.
- CO₂: gas expulsado como resultado de la oxidación completa de moléculas orgánicas.
- Urea: principal forma de excreción de nitrógeno en humanos, derivada del catabolismo de aminoácidos.
- Ácido láctico: generado por fermentación anaeróbica en músculo esquelético.
- Cuerpos cetónicos: producidos durante el catabolismo de ácidos grasos en ayuno prolongado.

## Relevancia clínica
La medición de ciertos catabolitos es fundamental en el diagnóstico y seguimiento de enfermedades metabólicas:
- El aumento de urea y creatinina en sangre indica insuficiencia renal.
- Altos niveles de ácido láctico pueden indicar acidosis láctica, hipoxia o problemas mitocondriales.
- La acumulación de catabolitos orgánicos en orina puede señalar errores innatos del metabolismo, como en la aciduria metilmalónica.

## Comparación con anabolitos
| Característica      | Catabolito                      | Anabolito                             |
| ------------------- | ------------------------------- | ------------------------------------- |
| Proceso asociado    | Catabolismo                     | Anabolismo                            |
| Tipo de reacción    | Degradación (exergónica)        | Síntesis (endergónica)                |
| Energía involucrada | Libera energía                  | Requiere energía                      |
| Ejemplos            | CO₂, urea, ácido láctico        | Aminoácidos, nucleótidos, glucosa     |
| Función principal   | Obtención de energía, excreción | Construcción de estructuras celulares |

## Importancia en biotecnología y bioingeniería
En sistemas biotecnológicos, el monitoreo de catabolitos como el lactato, etanol o amoníaco permite controlar la eficiencia de cultivos celulares. El exceso de algunos de estos productos puede afectar negativamente la viabilidad celular o la producción de proteínas recombinantes en biorreactores.